# Alexander von Württemberg (1771–1833)
Alexander von Württemberg, pruski general, * 5. maj 1771, † 4. julij 1833.
Bil je eden izmed pomembnejših generalov, ki so se borili med Napoleonovo invazijo na Rusijo; posledično je bil njegov portret dodan v Vojaško galerijo Zimskega dvorca.
Prav tako je bil vojvoda Württemberga in vojaški guverner Belorusije.

## Družina
Njegova sestra je bila carica Marija Fjodorova in njegov brat, Friedrich I. von Württemberg, je bil kralj Württemberga.
Njegov sin, Eugen Friedrich Karl Paul Ludwig von Württemberg, je bil tudi general na ruski strani med patriotsko vojno leta 1812.

## Odlikovanja
- Veliki križ reda württemberške krone
- Viteški križ reda svetega Jurija
- Viteški križ reda svetega Jurija
- Viteški križ reda svetega Aleksandra Nevskega
- Viteški križ reda svete Ane
- Red črnega orla
- Red rdečega orla 2. razreda
- Veliki križ malteškega reda

## Zanimivosti
Ena izmed njegovih poletnih rezidenc je bila Palača fantazije (Fantaisie Palace) v Donndorfu.